# Spencer Lee
Spencer Lee, född 14 oktober 1998 i Denver, Colorado, är en amerikansk brottare som tävlar i fristil.

## Karriär
Lee tog guld vid de panamerikanska mästerskapen 2024 i 57-kiloklassen.